# Anita Loos
Anita Loos (Mount Shasta, 26 aprile 1889 – New York, 22 settembre 1981) è stata una scrittrice e sceneggiatrice statunitense.

## Biografia
Scrittrice arguta ed elegante, Anita Loos comincia a pubblicare romanzi poco più che adolescente e nel 1912 ottiene un contratto con la casa di produzione cinematografica Biograph Company, lavorando per un breve periodo sotto la direzione di David W. Griffith. Più tardi, insieme al marito John Emerson, comincia una proficua collaborazione con l'attore Douglas Fairbanks Sr. per i cui film scrive brillanti sceneggiature. Tra i tanti titoli si possono ricordare L'eroico salvataggio del diretto di Atlantic (1916) e Wild and Woolly (1917).
Negli anni venti continua a lavorare assiduamente per il cinema, scrivendo sceneggiature soprattutto per le sorelle Norma e Constance Talmadge (The Branded Woman, 1920; Dulcy, 1923). Nel 1925 pubblica il romanzo umoristico Gli uomini preferiscono le bionde (ispirandosi in parte, per il personaggio di Lorelei, all'attrice Lillian Lorraine, stella delle Ziegfeld Follies) che nel giro di breve tempo ottiene un successo mondiale. Lei stessa ne curerà la trasposizione teatrale (nel 1926) e quelle cinematografiche (una nel 1928 e la seconda nel 1953 con Marilyn Monroe e Jane Russell).
Negli anni trenta viene messa sotto contratto dalla MGM, e scrive sceneggiature brillanti per film del calibro di San Francisco (1936), con Clark Gable, Saratoga (1937), con Jean Harlow, e Donne (The Women, 1939), con Joan Crawford. Intanto viaggia per il mondo e continua a scrivere libri. Nel decennio successivo abbandona il cinema e si ritira in un appartamento a Manhattan, New York.
Negli anni cinquanta e sessanta si dedica completamente alla letteratura, eccetto una breve incursione nel teatro (insieme all'autrice francese Colette scrive l'adattamento teatrale del suo romanzo Gigi), realizzando addirittura una gustosa autobiografia, A Girl Like I, del 1966.
Muore a novantadue anni.

## Opere letterarie
- Gli uomini preferiscono le bionde (Gentlemen Prefer Blondes, 1925)
- Ma... i signori sposano le brune (But Gentlemen Marry Brunettes, 1928)
- A Mouse is Born (1951)
- This Brunette Prefers Work (1956)
- No Mother to Guide Her (1961)
- A Girl Like I (1966)
- Twice Over Lightly: New York Then and Now (1972)
- Kiss Hollywood Goodbye (1974)
- A Cast of Thousands (1977)
- The Talmadge Girls (1978)
- Fate Keeps on Happening (1984)

## Filmografia

### Sceneggiatrice
- The Musketeers of Pig Alley, regia di David W. Griffith (1912)
- My Baby, regia di D.W. Griffith e Frank Powell (1912)
- Il cappello di Parigi (The New York Hat), regia di David W. Griffith (1912)
- The Telephone Girl and the Lady, regia di D.W. Griffith (1913)
- The Power of the Camera, regia di Dell Henderson (1913)
- A Horse on Bill, regia di Dell Henderson (1913)
- The Hicksville Epicure, regia di Dell Henderson (1913)
- Highbrow Love, regia di Dell Henderson (1913)
- A Narrow Escape – cortometraggio (1913)
- The Mistake, regia di D.W. Griffith (1913)
- Pa Says, regia di Dell Henderson (1913)
- The Widow's Kids, regia di Dell Henderson (1913)
- The Lady in Black, regia di Dell Henderson (1913)
- His Hoodoo, regia di Edward Dillon (1913)
- A Fallen Hero, regia di Edward Dillon (1913)
- A Cure for Suffragettes, regia di Edward Dillon (1913)
- How the Day Was Saved, regia di Edward Dillon (1913)
- Binks' Vacation, regia di Eddie Dillon (Edward Dillon) (1913)
- Oh, Sammy!, regia di Eddie Dillon (Edward Dillon) (1913)
- The Suicide Pact, regia di Frank Powell (1913)
- The Wedding Gown, regia di Frank Powell (1913)
- His Awful Vengeance – cortometraggio (1913)
- The Gangster of New York, regia di James Kirkwood e Christy Cabanne (1914)
- A Bunch of Flowers, regia di Dell Henderson (1914)
- Gentleman or Thief, regia di Dell Henderson (1914)
- The Fatal Dress Suit, regia di Eddie Dillon – cortometraggio (1914)
- When a Woman Guides, regia di Anthony O'Sullivan – cortometraggio (1914)
- Hicksville's Finest – cortometraggio (1914)
- The Hunchback, regia di Christy Cabanne – cortometraggio (1914)
- Some Bull's Daughter – cortometraggio (1914)
- Nearly a Burglar's Bride, regia di Eddie Dillon – cortometraggio (1914)
- The Saving Presence – cortometraggio (1914)
- The Wallflower, regia di Joseph Smiley – cortometraggio (1914)
- The Girl in the Shack, regia di Edward Morrissey – cortometraggio (1914)
- The Man in the Couch
- The Road to Plaindale
- Nell's Eugenic Wedding
- The Last Drink of Whiskey
- The Deceiver, regia di Eddie Dillon – cortometraggio 1914)
- The White Slave Catchers, regia di Eddie Dillon – cortometraggio (1914)
- The Meal Ticket, regia di Travers Vale – cortometraggio (1914)
- Izzy and His Rival
- A Lesson in Mechanics
- The Million Dollar Bride
- Billy's Rival, regia di Sydney Ayres (1914)
- For Her Father's Sins
- When the Road Parts, regia di William Desmond Taylor (1914)
- The Saving Grace
- A Corner in Hats
- Le due orfanelle (The Sisters), regia di Christy Cabanne (1914)
- A Flurry in Art (1915)
- The Lost House
- Mixed Values
- A Ten-Cent Adventure, regia di Chester M. Franklin e Sidney A. Franklin (Sidney Franklin) (1915)
- The Deacon's Whiskers
- The Fatal Finger Prints
- Laundry Liz – cortometraggio (1916)
- L'eroico salvataggio del diretto di Atlantic (His Picture in the Papers), regia di John Emerson (1916)
- A Corner in Cotton, regia di Fred J. Balshofer - soggetto (1916)
- Macbeth, regia di John Emerson (1916)
- The Mystery of the Leaping Fish, regia di John Emerson – cortometraggio (1916)
- A Wild Girl of the Sierras
- Stranded
- Il meticcio della foresta (The Half-Breed)
- Intolerance: Love's Struggle Throughout the Ages, regia di David W. Griffith (1916)
- The French Milliner, regia di Eddie Dillo (Edward Dillon) – cortometraggio (1916)
- The Little Liar
- The Social Secretary, regia di John Emerson (1916)
- A Calico Vampire
- Nel mondo dei miliardi (American Aristocracy), regia di Lloyd Ingraham - soggetto (1916)
- The Children Pay (1916)
- The Wharf Rat (1916)
- Matrimoniomania (The Matrimaniac) (1916)
- L'americano (The Americano), regia di John Emerson (1916)
- A Daughter of the Poor (1917)
- Come divenni deputato (In Again, Out Again), regia di John Emerson (1917)
- Wild and Woolly, regia di John Emerson (1917)
- Down to Earth, regia di John Emerson (1917)
- Douglas Fairbanks nella luna (Reaching for the Moon), regia di John Emerson (1917)
- Let's Get a Divorce, regia di Charles Giblyn (1918)
- Hit-the-Trail Holliday, regia di Marshall Neilan (1918)
- Come on In, regia di John Emerson - sceneggiatrice (1918)
- Good-Bye, Bill, regia di John Emerson - storia "Gosh Darn the Kaiser" e sceneggiatura (1918)
- Under the Top, regia di Donald Crisp (1919)
- Getting Mary Married, regia di Allan Dwan (1919)
- Oh, You Women! (1919)
- A Temperamental Wife, regia di David Kirkland (1919)
- The Isle of Conquest, regia di Edward José (1919)
- A Virtuous Vamp, regia di David Kirkland - scenario (1919)
- Two Weeks (1920)
- In Search of a Sinner (1920)
- The Love Expert (1920)
- The Perfect Woman, regia di David Kirkland (1920)
- The Branded Woman, regia di Albert Parker (1920)
- Dangerous Business, regia di R. William Neill (Roy William Neill) (1920)
- Mama's Affair (1920)
- Woman's Place (1920)
- Red Hot Romance (1922)
- Polly of the Follies, regia di John Emerson (1922)
- Dulcy, regia di Sidney Franklin (1923)
- Three Miles Out (1924)
- Learning to Love (1925)
- The Whole Town's Talking (1926)
- Stranded (1927)
- I signori preferiscono le bionde (Gentlemen Prefer Blondes), regia di Malcolm St. Clair - soggetto, sceneggiatura, didascalie (1928)
- The Fall of Eve (1929)
- Ex-Bad Boy (1931)
- The Struggle, regia di D.W. Griffith (1931)
- Red-Headed Woman (1932)
- Blondie of the Follies, regia di Edmund Goulding (1932)
- Una notte al Cairo (The Barbarian), regia di Sam Wood (1933)
- L'uomo che voglio (Hold Your Man), regia di Sam Wood (1933)
- Mary a mezzanotte (Midnight Mary), regia di William A. Wellman (1933)
- Il gatto e il violino (The Cat and the Fiddle), regia di William K. Howard e, non accreditato, Sam Wood (1933)
- Social Register, regia di Marshall Neilan - soggetto (1934)
- Pura al cento per cento (The Girl From Missouri), regia di Jack Conway (1934)
- Biograph of a Bachelor Girl, regia di Edward H. Griffith (1935)
- Riffraff, regia di J. Walter Ruben (1936)
- San Francisco, regia di W.S. Van Dyke II (1936)
- Mama Steps Out, regia di George B. Seitz (1937)
- Saratoga, regia di Jack Conway (1937)
- La dama e il cowboy (The Cowboy and the Lady) collaborazione alla sceneggiatura/non accreditata (1938)
- Donne (The Women), regia di George Cukor (1939)
- Ragazzi attori (Babes in Arms), regia di Busby Berkeley (1939)
- Si riparla dell'uomo ombra (Another Thin Man) (1939)
- L'isola del diavolo (Strange Cargo), regia di Frank Borzage (1940)
- Peccatrici folli (Susan and God), regia di George Cukor (1940)
- Fiori nella polvere (Blossoms in the Dust), regia di Mervyn LeRoy (1941)
- Avventura a Bombay (They Met in Bombay), regia di Clarence Brown (1941)
- Quando le signore si incontrano (When Ladies Meet), regia di Robert Z. Leonard (1941)
- Musica sulle nuvole (I Married an Angel), regia di W. S. Van Dyke, Roy Del Ruth (non accreditato (1942)
- Un albero cresce a Brooklyn (A Tree Grows in Brooklyn), regia di Elia Kazan - sceneggiatura non accreditata (1945)
- The Buick Circus Hour serie tv (1952)
- Gli uomini preferiscono le bionde (Gentlemen Prefer Blondes)  (1953)
- Gli uomini sposano le brune (Gentlemen Marry Brunettes)  (1955)

### Produttrice
- Come on In, regia di John Emerson - (produttrice (1918)
- Good-Bye, Bill, regia di John Emerson - produttrice (1918)
- A Temperamental Wife, regia di David Kirkland - produttrice (1919)
- A Virtuous Vamp, regia di David Kirkland produttrice, non accreditata (1919)
- In Search of a Sinner - produttrice, non accreditata (1920)
- The Love Expert - produttrice (1920)
- Dangerous Business, regia di R. William Neill (Roy William Neill) - produttrice (1920)
- Red Hot Romance  - produttrice esecutivo (1922)

### Attrice
- Camille, regia di Ralph Barton (1926)